# Penestomus croeseri
Penestomus croeseri är en spindelart som beskrevs av Ansie S. Dippenaar-Schoeman 1989. Penestomus croeseri ingår i släktet Penestomus och familjen sammetsspindlar. Inga underarter finns listade i Catalogue of Life.